# Miedna (Sępopol)
Miedna (deutsch Honigbaum) ist ein Ort in der polnischen Woiwodschaft Ermland-Masuren. Er gehört zur Gmina Sępopol (Stadt- und Landgemeinde Schippenbeil) im Powiat Bartoszycki (Kreis Bartenstein).

## Geographische Lage
Miedna liegt am Ostufer der Łyna (deutsch Alle) in der nördlichen Mitte der Woiwodschaft Ermland-Masuren, 16 Kilometer nordöstlich der Kreisstadt Bartoszyce (Bartenstein).

## Geschichte
Der Gutsort Honigbaum wurde 1874 als eigenständiger Gutsbezirk in den neu errichteten Amtsbezirk Romsdorf im ostpreußischen Kreis Friedland (ab 1927: Kreis Bartenstein) eingegliedert. 114 Einwohner zählte der Gutsbezirk Honigbaum im Jahre 1910.
Am 30. September 1928 gab Honigbaum seine Eigenständigkeit auf und schloss sich mit der Landgemeinde Romsdorf (polnisch Romanskowo) und dem gleichnamigen Gutsbezirk Romsdorf zur neuen Landgemeinde Romsdorf zusammen.
Im Jahre 1945 wurde das gesamte südliche Ostpreußen in Kriegsfolge an Polen überstellt. Honigbaum bekam die polnische Namensform „Miedna“ und ist heute Teil der Stadt- und Landgemeinde Sępopol (Schippenbeil) im Powiat Bartoszycki (Kreis Bartenstein), von 1975 bis 1998 der Woiwodschaft Olsztyn, seither der Woiwodschaft Ermland-Masuren zugeordnet.

## Kirche
Bis 1945 war Honigbaum in die evangelische Kirche Schippenbeil  (polnisch Sępopol) in der Kirchenprovinz Ostpreußen der Kirche der Altpreußischen Union, außerdem in die römisch-katholische Kirche St. Bruno in Bartenstein (polnisch Bartoszyce) im Bistum Ermland eingepfarrt.
Heute gehört Miedna katholischerseits zu Sępopol im Erzbistum Ermland, evangelischerseits zu Bartoszyce, einer Filialkirche von Kętrzyn (Rastenburg) in der Diözese Masuren der Evangelisch-Augsburgischen Kirche in Polen.

## Verkehr
Miedna liegt an einer Nebenstraße, die die Stadt Sępopol mit Dzietrzychowo (Dietrichsdorf) und Gierkiny (Gerkiehnen) verbindet und vor 1945 bis in das heute auf russischem Staatsgebiet gelegene Gerdauen (russisch Schelesnodoroschny) an der deutschen Reichsstraße 131 (russische Fernstraße 27A-083 (ex A196)) führte. Eine Straße von Suliki (Döhrings) in der Gmina Korsze (Stadt- und Landgemeinde Korschen) endet in Miedna.
Miedna verfügt über keine Bahnanbindung.